# 亚历山大·施米尔
亚历山大·施米尔（德語：Alexander Schmirl，1989年9月19日—），奥地利男子射击运动员，2023年欧洲运动会男子50米步枪三姿和男子10米气步枪团体铜牌得主、2023年世界射击锦标赛男子50米步枪三姿金牌得主。